# Leo Götz von Olenhusen

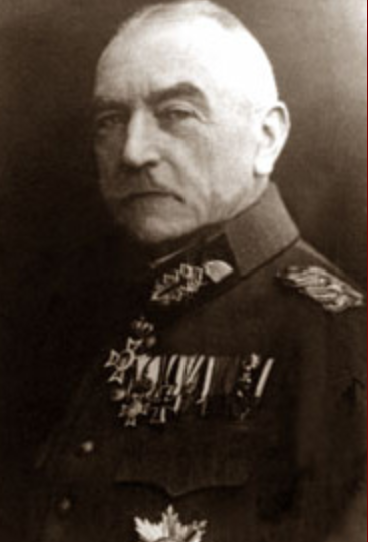
Leo Götz von Olenhusen

Ernst August Bernhard Leo Wedekind Götz von Olenhusen (* 14. Juli 1855 in Olenhusen; † 28. September 1942) war ein sächsischer General der Infanterie.

## Leben

### Herkunft
Götz von Olenhusen entstammt einer hannoverschen Adelsfamilie. Er war das jüngste von vier Kindern des Rittergutsbesitzers Leo Götz von Olenhusen (1805–1875) und dessen Ehefrau Luise, geborene von Cornberg (1816–1896). Sein älterer Bruder war der deutsche Politiker Karl Götz von Olenhusen.

### Militärkarriere
Nach dem Besuch des Gymnasiums in Bückeburg trat Götz von Olenhusen 1874 als Avantageur in das 2. Jäger-Bataillon Nr. 13 der Sächsischen Armee in Meißen ein. Bis 1876 avancierte er zum Sekondeleutnant, wurde 1879 Bataillonsadjutant und stieg 1883 zum Premierleutnant auf. 1885 erfolgte seine Versetzung in das 5. Infanterie-Regiment „Prinz Friedrich August“ Nr. 104 und zwei Jahre später in das 3. Jäger-Bataillon Nr. 15. Von dort trat er 1888 als Hauptmann und Chef der 11. Kompanie zum Schützen-(Füsilier-)Regiment „Prinz Georg“ Nr. 108 über. 1892 kehrte Götz von Olenhusen zum 2. Jäger-Bataillon Nr. 13 zurück und rückte Ende Juni 1898 zum überzähligen Major auf. Daran schloss sich eine Kommandierung als Adjutant der 3. Division Nr. 32 in Bautzen an, bevor er Ende März 1899 in gleicher Eigenschaft zur neugebildeten 4. Division Nr. 40 kam. Mit der Ernennung zum Kommandeur des I. Bataillons im 2. Grenadier-Regiment Nr. 101 „Kaiser Wilhelm, König von Preußen“ trat Götz von Olenhusen Mitte September 1900 in den Truppendienst zurück, war ab dem 22. März 1902 Kommandeur des 2. Jäger-Bataillons Nr. 13 und avancierte Mitte September 1903 zum Oberstleutnant. Unter Beförderung zum Oberst wurde er am 23. November 1905 Kommandeur des 8. Infanterie-Regiments „Prinz Johann Georg“ Nr. 107 in Leipzig. Am 23. März 1910 erfolgte seine Beförderung zum Generalmajor und die Ernennung zum Kommandeur der 1. Infanterie-Brigade Nr. 45. In dieser Eigenschaft erhielt im März 1913 die Erlaubnis zur Annahme des Bayerischen Militärverdienstordens II. Klasse mit dem Stern.
Mit einem Patent vom 3. Februar 1913 wurde Götz von Olenhusen am 22. Mai 1913 zum Generalleutnant befördert und am 23. September 1913 unter Beibehaltung des Standortes Dresden zu den Offizieren von der Armee versetzt. Am 28. November 1913 erfolgte seine Ernennung zum Kommandeur der 4. Division Nr. 40 in Chemnitz.
Nach Ausbruch des Ersten Weltkrieges rückte seine Division in das neutrale Belgien ein und beteiligte sich an den Kämpfen um Dinant (Massaker von Dinant). Im weiteren Kriegsverlauf führte Götz von Olenhusen seine Truppen an der Marne, bei Ypern, in Flandern, bei Arras und im Artois. Für sein Wirken in der Schlacht an der Somme wurde er am 31. August 1916 mit dem Kommandeurkreuz II. Klasse des Militär-St.-Heinrichs-Ordens beliehen.
Krankheitsbedingt gab er sein Kommando Mitte September ab und wurde nach seiner Gesundung im Dezember 1916 Militärgouverneur der Provinz Lüttich im besetzten Belgien. In dieser Stellung erhielt Götz am 5. April 1917 den Charakter als General der Infanterie. Unter Verleihung eines Patents zu seinem Dienstgrad erfolgte am 14. März 1918 seine Versetzung nach Dresden, wo er für den verstorbenen General der Kavallerie Hermann von Broizem die Stelle als Kommandierender General des Stellvertretenden Generalkommandos des XII. (I. Königlich Sächsisches) Armee-Korps bzw. des Militärbefehlshabers in den Kreishauptmannschaften Dresden und Bautzen sowie den Amtshauptmannschaften Flöha und Marienberg übernahm. Damit war er einer der beiden Militärbefehlshaber des Königreich Sachsen und übte großen Einfluss auf die Innen-, Sozial- und Wirtschaftspolitik bis Kriegsende im Königreich aus.
Nach dem Ausbruch der Novemberrevolution im Deutschen Kaiserreich nahm er an einer Sitzung mit dem Dresdner Arbeiter- und Soldatenrat teil. Am 8. November befahl er in Übereinstimmung mit dem Kriegsminister von Wilsdorf, dass alle sächsischen Truppenteile bewaffnetes Einschreiten gegen revolutionäre Arbeiter und Soldaten unterlassen sollten.
Daraufhin wurde Götz von Olenhusen gemäß seinem Abschiedsgesuch vom 9. November 1918 zur Disposition gestellt, seine Mobilmachungsbestimmung einen Monat später aufgehoben und er zum 21. Januar 1920 aus dem Militärdienst entlassen. Seine letzten Lebensjahre verbrachte er in Hannover.

### Familie
Götz von Olenhusen heiratete am 23. September 1885 in Wollershausen Adeline von Minnigerode. Aus der Ehe gingen drei Kinder hervor: der als Oberleutnant gefallenen Cuno (1888–1916), die Tochter Greta (* 1890), welche den Landrat Arnold von Laer heiratete, und Leo (* 1895), der am 22. März 1926 von seinem Onkel Karl Götz von Olenhusen adoptiert wurde.